# Es erhub sich ein Streit, BWV 19
Es erhub sich ein Streit, BWV 19 (Es va lliurar una gran batalla), és una cantata religiosa de Johann Sebastian Bach per al dia de Sant Miquel Arcàngel, estrenada a Leipzig el 29 de setembre de 1726, que aquell any caigué en diumenge.

## Origen i context
La festa de Sant Miquel era molt celebrada per la Reforma protestant i conjuntament amb la festivitat de Sant Joan i les tres dedicades a la Mare de Déu (Purificació, Anunciació i Visitació), eren les úniques, a part de les anomenades "Festes del Senyor", en què es cantava una cantata. A més, Luter tenia una especial devoció a l'arcàngel com a antagonista de Llucifer que era. El llibret s'atribueix a Picander amb algunes modificacions que podrien ser del mateix Bach. El text no es refereix a l'evangeli del dia, sinó que ho fa a l'epístola que narra el combat de Sant Miquel contra el drac (Apocalipsi 12, 7-9). S'hi celebra la victòria sobre Satanàs i es demana a Déu la protecció dels seus àngels i la seva intercessió a l'hora de la nostra mort. Per a aquesta festivitat es conserven, per ordre cronològic, les cantates BWV 130, BWV 19, BWV 149 i la BWV 50.

## Anàlisi
Obra escrita per a soprano, tenor, baix i cor; tres trompetes, timbal, dos oboès, dos oboès d'amor, oboè da cacia, corda i baix continu. Igual que a les altres cantates per a aquest dia, Bach empra trompetes i timbals.
1. Cor:  Es erhub sich ein Streit (Es va lliurar una gran batalla)
2. Recitatiu (baix):  Gottlob! der Drache lieg  (Lloat sigui el Senyor! El Drac jau tombat!)
3. Ària (soprano):  Gott schickt uns Mahanaim zu (Déu ens envia Manahaim)
4. Recitatiu (tenor):  Was ist der schnöde Mensch, das Erdenkind? (Què és l'home, fill miserable de la terra?)
5. Ària (tenor):  Bleibt, ihr Engel, bleibt bei mir!  (Quedeu-vos, Àngels, quedeu-vos amb mi!)
6. Recitatiu (soprano): Laßt uns das Angesicht (Adorem l'aspecte)
7. Coral:  Laß dein' Engel mit mir fahren (Que el teu Àngel m'acompanyi)

El cor inicial és una peça monumental que com si fos un quadre descriu la derrota que Sant Miquel infligeix al drac; es distingeix per l'absència d'introducció musical i els baixos exposen un tema de naturalesa marcial, que passa en un moviment anàleg a la fuga cap a les veus superiors. Amb l'entrada de les tres trompetes i el timbal s'arriba al clímax i el cor es repeteix da capo. Després del recitatiu del baix, segueix una ària de soprano amb dos oboès d'amor en funcions de solistes, que per la seva delicadesa contrasta amb el clima guerrer del començament. El recitatiu de tenor, número 4, està sostingut per un fons estàtic que es conserva en l'ària següent, una de les àries més llargues que Bach escriví; té un aire de siciliana i la trompeta solista toca la melodia del coral que clou la Passió segons Sant Joan (BWV 245). El recitatiu de soprano dona pas al coral final, número 7, amb la melodia del cant anònim del segle xv Freu dich sehr, o meine Seele. Té una durada aproximada d'uns vint minuts.

## Discografia seleccionada
- J.S. Bach: Das Kantatenwerk. Sacred Cantatas Vol. 1. Nikolaus Harnoncourt, Wiener Sängerknaben & Chorus Viennensis, Hans Gillesberger (director del cor), Concentus Musicus Wien, Kurt Equiluz, Max van Egmond. (Teldec), 1994.
- J.S. Bach: The complete live recordings from the Bach Cantata Pilgrimage. CD 42: Unser Lieben Frauen, Bremen; 29 de setembre de 2000. John Eliot Gardiner, Monteverdi Choir, English Baroque Soloists, Malin Hartelius, James Gilchrist, Peter Harvey. (Soli Deo Gloria), 2013.
- J.S. Bach: Complete Cantatas Vol. 17 . Ton Koopman, Amsterdam Baroque Orchestra & Choir, Bogna Bartosz, Chrispoh Prégardien, Klaus Mertens. (Challenge Classics), 2005.
- J.S. Bach: Cantatas Vol. 46. Masaaki Suzuki, Bach Collegium Japan, Hana Blazikova, Gerd Türk, Peter Kooij. (BIS), 2010.
- J. S. Bach: Chuech Cantatas Vol. 6. Helmuth Rilling, Gächinger Kantorei, Bach-Collegium Stuttgart, Theo Altmeyer, Adalbert Kraus, Wolfgang Schöne. (Hänssler), 1999.